# Integral Equations and Operator Theory
Integral Equations and Operator Theory is een internationaal, aan collegiale toetsing onderworpen wetenschappelijk tijdschrift over integraalvergelijkingen en operatorentheorie. De naam wordt in literatuurverwijzingen meestal afgekort tot Integr. Equat. Operat. Theor. Het wordt uitgegeven door Springer Science+Business Media en verschijnt 12 keer per jaar. Het eerste nummer verscheen in 1978.